# Villanueva Saravia
Villanueva Saravia Pinto (* 16. September 1964 in Melo; † 12. August 1998) war ein uruguayischer Politiker.

## Leben
Saravia, Sohn des Landwirts Diego Saravia Saravia und der Lehrerin und Unternehmerin Luz del Carmen Pinto Giordano, war ein Ur-Ur-Enkel Aparicio Saravias und Ur-Enkel Villanueva Saravias. Er wuchs nach der Trennung seiner Eltern im Jahr 1966 bei den Großeltern mütterlicherseits auf. Seine Mutter beging am 27. November 1975 Selbstmord, als er gerade elf Jahre alt war. Saravia besuchte in Melo von 1971 bis 1977 die „Escuela Nº 3 Juana de Ibarborou“ und wechselte anschließend auf die weiterführende Schule „Liceo Nº 1“. Nachdem er ab 1980 einige Jahre auf der Militärschule von Minas verbracht hatte, nahm er ein Studium der Rechtswissenschaften auf, das er jedoch nicht beendete. Sein politisches Wirken begann er bereits im Alter von 18 Jahren, als er für den damaligen Intendente von Cerro Largo Juan José Burgos zu arbeiten begann und die Kandidatur von Juan Carlos Payssé und Cristina Maeso gemeinsam mit diesem vorbereitete. 1983 heiratete er Rosario Delgado, von der er 1989 wieder geschieden wurde. Aus dieser Ehe stammt die 1986 geborene Tochter María Victoria Saravia Delgado. 1993 wurde seine zweite Tochter Lucía Belén Saravia Malvares geboren.
Saravia war Mitglied der Partido Nacional und scheiterte 1989 knapp bei einer Kandidatur für einen Sitz in der Cámara de Representantes. Von 1995 bis 1998 war er Intendente des Departamentos Cerro Largo. Ferner übernahm er von 1989 bis 1994 das Amt des Vizepräsidenten des staatlichen Unternehmens OSE (Obras Sanitarias del Estado) und war 1991 Generalsekretär der Movimiento Renovación y Victoria.
1998 starb er unter mysteriösen Umständen, die zu zahlreichen Spekulationen in der Presse Anlass gaben. Dem äußeren Anschein nach hatte er sich in den Kopf geschossen, sein Vater sprach jedoch anschließend von Mord. Kurz vor seinem Tod hatte er gegen den ehemaligen Präsidenten Luis Alberto Lacalle und auch gegen seinen Schwiegervater und Nachfolger im Amt des Intendente, Serafín Bejérez, Korruptionsvorwürfe erhoben. In seiner Geburtsstadt Melo ist eine Straße nach ihm benannt.